# Amatorski Klub Filmowy „Chemik”
Amatorski Klub Filmowy "Chemik" (AKF "Chemik") – stowarzyszenie filmowców amatorskich założone przy Zakładowym Domu Kultury "Chemik" w Oświęcimiu (obecnie Oświęcimskie Centrum Kultury) 23 października 1963 roku.
Do założycieli należeli m.in. Henryk Lehnert, Marian Żmuda i Marian Koim. Od 1965 roku klub należy do Federacji Amatorskich Klubów Filmowych (obecnie należy do Federacji Niezależnych Twórców Filmowych), co przyczyniło się do rozwoju klubu. W tym roku także pierwsze sukcesy na XIII Konkursie Filmów Amatorskich w Opolu (wyróżnienia dla Mariana Żmudy (za Dzieciństwo) i Henryka Lehnerta (za Pamiętamy). W kolejnych latach powstawały kolejne filmy i kształcili się młodzi twórcy. Przez ponad 40 lat istnienia klubu w klubie powstało ponad 500 filmów, które zostały uhonorowane około 600 nagrodami na krajowych i międzynarodowych konkursach. Przez klub przewinęło się ponad 160 osób.
W Oświęcimiu organizowane były, w latach 1967-1969, pierwsze przeglądy twórczości filmowej chemików oraz wojewódzkie przeglądy filmów amatorskich. W 1971 roku współorganizował Ogólnopolski Konkurs Filmów Amatorskich OKFA'71, podczas którego film Gdzieś w Polsce Mariana Żmudy zdobył Grand Prix. Od 1985 roku AKF "Chemik" jest organizatorem jednej z najważniejszych imprez dla twórców nieprofesjonalnych, czyli Festiwalu Filmów Nieprofesjonalnych "Kochać człowieka". Impreza odbywa się cyklicznie co 2 lata. Od kilku lat jest to także festiwal międzynarodowy pod patronatem UNICA, Światowej Unii Kina Nieprofesjonalnego, afiliowanej przy UNESCO.
W AKF "Chemik", oprócz obrazów artystycznych, realizuje się również filmy dokumentujące wydarzenia z historii miasta, stanowiące zapis dni codziennych i świątecznych, zdarzeń ważnych i przełomowych, jak również chwil radości i wzruszeń będących udziałem mieszkańców Oświęcimia. Rokrocznie odbywa się przegląd twórczości za dany rok otwarty dla publiczności. Przyznawane są na nim nagrody "Henryki".